# موجة الحر في الجزر البريطانية 2021
موجة الحر في الجزر البريطانية 2021 كانت فترة من الطقس الحار بشكل غير عادي أدى إلى درجات حرارة قياسية في المملكة المتحدة وأيرلندا.
في 19 يوليو أصدر مكتب الأرصاد الجوية أول تحذير من درجات الحرارة الشديدة في أجزاء من المملكة المتحدة، بعد أن استمرت درجات الحرارة في الارتفاع في جميع أنحاء المملكة المتحدة خلال عطلة نهاية الأسبوع التي شهدت تسجيل الدول الأربع لأعلى يوم في العام حرارة. في 17 يوليو وصلت درجات الحرارة إلى 31.2 درجة مئوية (88.2 درجة فهرنهايت) في مقاطعة داون أيرلندا الشمالية، وفي 18 يوليو وصلت درجات الحرارة إلى 31.6 درجة مئوية (88.9 درجة فهرنهايت) في هيثرو لندن و30.2 درجة مئوية في كارديف ويلز.
في جمهورية أيرلندا أصدرت ميت إيرين أول تحذير من درجات الحرارة المرتفعة البرتقالية على الإطلاق لست مقاطعات في 20 يوليو، بعد أن وصلت درجات الحرارة إلى 29.5 درجة مئوية (85.1 درجة فهرنهايت) في أثينا مقاطعة غالواي في 17 يوليو.
في 21 يوليو وصلت درجات الحرارة إلى 32.2 درجة مئوية (90.0 درجة فهرنهايت) في هيثرو لندن، وفي أيرلندا وصلت درجات الحرارة إلى 30.8 درجة مئوية (87.4 درجة فهرنهايت) في جبل ديلون مقاطعة روسكومون. في أيرلندا الشمالية تم الوصول إلى 31.3 درجة مئوية (88.3 درجة فهرنهايت) في كاسلديرج مقاطعة تيرون.
على الرغم من التحذير من الطقس القاسي كانت موجة الحر في يوليو 2021 معتدلة نسبيًا مقارنة بموجات الحر في المملكة المتحدة وأيرلندا في السنوات السابقة، حيث تجاوزت موجات الحر في السنوات الأخيرة درجة الحرارة القصوى لهذه الموجة الحارة.